# Trasplante de órganos en Chile
El trasplante de órganos corresponde a la extracción de un órgano del organismo de una persona viva, o bien de un recién fallecido, para implantarlo en el cuerpo de otro cuyo estado de salud requiera este procedimiento. Es una opción terapéutica enfocada al manejo de enfermos con falla irreversible del órgano trasplantado. Gracias a ésta, múltiples pacientes han sido beneficiados, prolongando su expectativa de vida y mejorando la calidad de ella.

## Historia de trasplantes en Chile
Entre los años 1900 y 1959 se comienza la experimentación de trasplantes de órganos en animales, logrando mejorar diferentes técnicas quirúrgicas como anastomosis vasculares, y observando los signos clínicos en respuesta a los procedimientos, además de los rechazos por incompatibilidad. Por tanto, la técnica de imnunosupresión comenzó a ser utilizada en la década del 60 para disminuir las posibilidades de rechazo entre receptor y órgano trasplantado. 

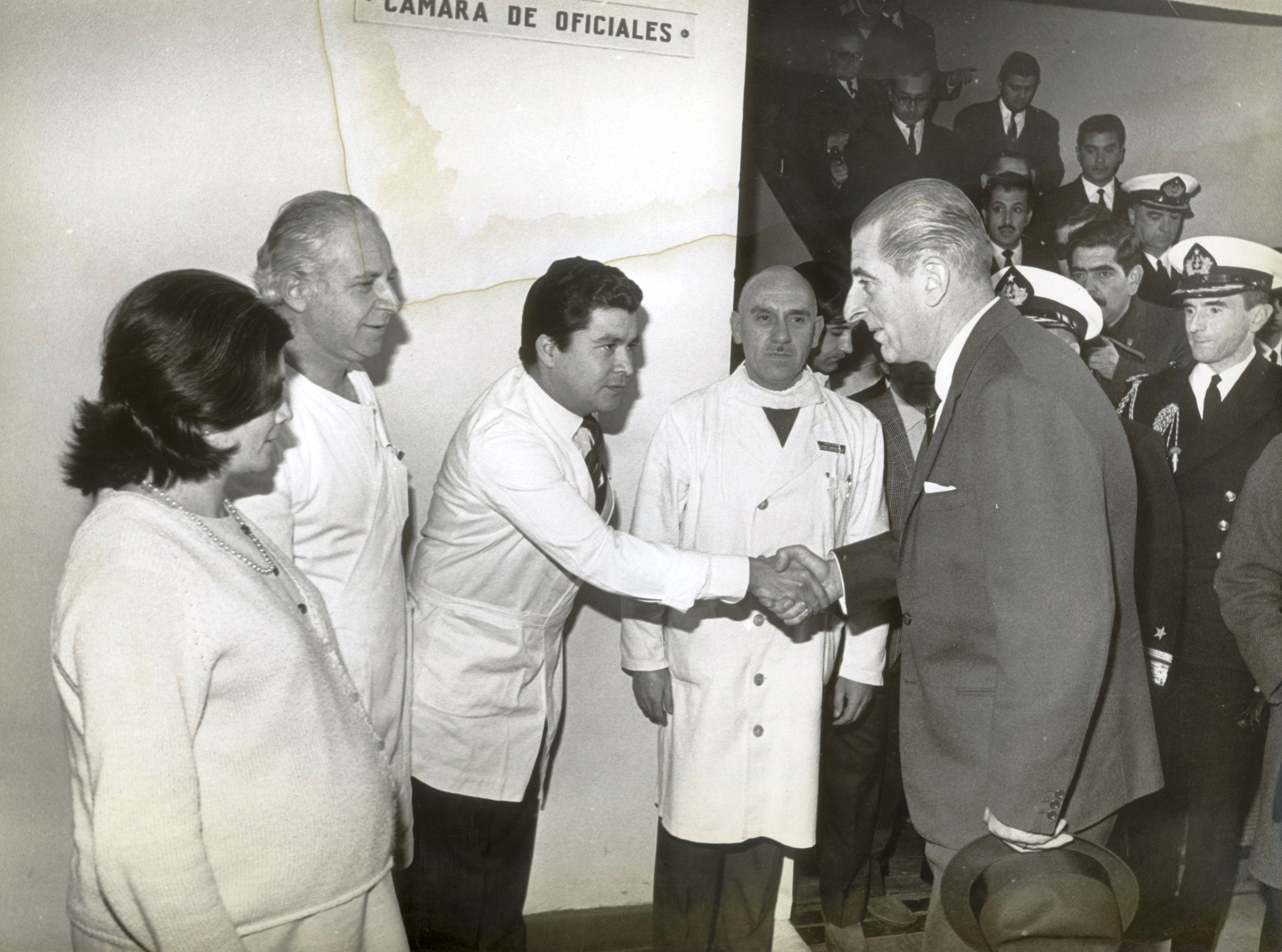
El doctor Jorge Kaplán junto a su esposa y ayudantes saludan al Presidente Eduardo Frei Montalva, luego de realizar la primera cirugía de trasplante de corazón (1968).

El primer trasplante de riñón fue realizado el 22 de noviembre de 1966. Se efectuó en el Hospital José Joaquín Aguirre (actualmente Hospital Clínico de la Universidad de Chile), y el procedimiento estuvo bajo la dirección del doctor F. Morgado. El trasplante resultó exitoso, sin embargo el paciente falleció el 2 de enero de 1967 a las 04:00 horas, presumiblemente por una enfermedad infecciosa por citomegalovirus.
El primer trasplante de corazón fue realizado el 28 de junio de 1968, procedimiento realizado en el Hospital Naval Almirante Nef en la región de Valparaíso, y estuvo a cargo del doctor Jorge Kaplán Meyer. El trasplante fue exitoso, aunque el 7 de noviembre de ese mismo año la paciente, María Elena Peñaloza, murió por una infección, consecuencia de la inmunosupresión practicada.
El primer intento de un trasplante de Hígado se realizó en Valparaíso en el Hospital Almirante Nef el 18 de mayo de 1969,por el equipo liderado por el Dr. Elías Bitrán. La paciente falleció en pabellón con un nuevo hígado implantado conectada a una máquina de circulación extracorpórea. El equipo del Dr. Bitrán trabajaba directamente con el Dr. Jorge Kaplán (Boletín del Hospital San Francisco de Borja, pag:97-98. Biblioteca Nacional de Chile)
El primer trasplante de hígado exitoso se realizó el 30 de agosto de 1985. Fue realizado en el Hospital Militar de Santiago, y estuvo a cargo del doctor Juan Hepp.

## Ley de trasplante y órganos en Chile

### Ley 19451
Esta fue la primera ley destinada a regular el área de trasplantes y donaciones de órganos. Promulgada el 29 de marzo de 1996, por el presidente de la República Eduardo Frei Ruiz-Tagle y el ministro de Salud Carlos Massad Abud.
Esta ley está compuesta de 18 artículos, donde se establecen las primeras directrices en la regulación, dentro de las que destacan:
- El fin exclusivamente terapéutico del trasplante (artículo 1.º)
- La donación de órganos es gratuita. Los gastos del trasplante estarán a cargo del receptor del órgano (artículo 3.º).
- La extracción de órganos en vida se permite entre personas relacionadas, y sin perjuicio grave de la salud del donante (artículo 4.º).
- El donante debe manifestar su consentimiento en un acta y de forma libre, expresa e informada, señalando el órgano a donar (artículo 6.º).
- En caso de fallecimiento de un menor de 18 años, sus padres o representante legal podrán autorizar la donación de algún órgano (artículo 10.º).

### Ley 20413
Esta ley fue promulgada el 6 de enero de 2010, por la presidenta Michelle Bachelet Jeria y el ministro de Salud Álvaro Erazo Latorre. Su finalidad fue modificar la ley 19451, pasando de un sistema de "respuesta requerida" a uno de "consentimiento presunto". Respuesta requerida refiere a una manifestación explícita de la persona sobre su deseo a ser o no donante de órganos.
Las principales modificaciones hechas en esta ley son:
- Toda persona mayor de 18 años será considerada por ley como donante, a menos que exprese su voluntad de no serlo (artículo 2.º)
- No se podrá conocer la identidad del donante por la familia del receptor, ni la del receptor por la familia del donante, manteniendo estricta confidencialidad en los datos (artículo 3.º bis)
- La extracción de órganos en vida se realizará en mayores de 18 años, y cuando el receptor sea un pariente cosanguíneo o por adopción hasta cuarto grado (artículo 4.º bis)

En el caso de donaciones desde personas fallecidas, la muerte debe ser acreditada mediante certificación unánime por un equipo médico, en el que al menos debe existir un neurólogo o neurocirujano. Estos médicos, bien certifican, no pueden formar parte del equipo médico que realizará el trasplante.
Parámetros para la declaración de muerte:
- Inexistencia de movimiento voluntario por una hora
- Apnea posterior a desconexión de ventilador mecánico por 3 minutos
- Ausencia de reflejos troncoencefálicos

## Funcionamiento
El Instituto de Salud Pública (ISP), dependiente del Ministerio de Salud, es el encargado de la organización y funcionamiento de un registro de posibles receptores de órganos, junto con la priorización para su recepción, cuando estos provengan de personas fallecidas. 

### Lista de espera
La lista de espera es una base de datos que posee los antecedentes de todos los pacientes que se encuentran a la espera de órganos. Esta información, que permanentemente se actualiza, permite priorizar y seleccionar a los pacientes más urgentes o necesitados para un trasplante.
Para la selección del mejor candidato a recepcionar un órgano, se analizan diversos factores:
- compatibilidad del grupo sanguíneo entre receptor y donante
- compatibilidad de los antígenos HLA entre receptor y donante
- tiempo de espera del receptor
- edad del receptor y del donante
- compatibilidad de peso y talla entre receptor y donante
- urgencia médica

Las principales listas de espera que operan en el sistema de salud son: listas de espera para hígado, riñón, corazón y/o pulmón.

## Datos y estadísticas
Datos de donantes de órganos y receptores de acuerdo a informe del Ministerio de Salud.
| Donantes efectivos | Donantes efectivos | Donantes efectivos                     | Donantes efectivos |
| Año                | Donantes           | Donantes por cada millón de habitantes | Variación          |
| ------------------ | ------------------ | -------------------------------------- | ------------------ |
| 1998               | 116                | 7,7                                    |                    |
| 1999               | 132                | 8,8                                    | 1,1                |
| 2000               | 147                | 9,9                                    | 1,1                |
| 2001               | 127                | 8,4                                    | 1,5                |
| 2002               | 117                | 7,7                                    | 0,7                |
| 2003               | 136                | 9,0                                    | 1,3                |
| 2004               | 134                | 8,9                                    | 0,1                |
| 2005               | 129                | 8,3                                    | 0,6                |
| 2006               | 152                | 10,0                                   | 1,7                |
| 2007               | 134                | 8,1                                    | 1,9                |
| 2008               | 116                | 7,0                                    | 1,1                |
| 2009               | 111                | 6,5                                    | 0,5                |
| 2010               | 92                 | 5,4                                    | 1,1                |
| 2011               | 113                | 6,6                                    | 1,2                |
| 2012               | 149                | 8,8                                    | 2,2                |
| 2013               | 103                | 6,0                                    | 2,8                |
| 2014               | 123                | 7,0                                    | 1,0                |
| 2015               | 120                | 7,8                                    | 0,8                |
| 2016               | 134                | 7,4                                    | 0,4                |

| Trasplantes de órganos sólidos | Trasplantes de órganos sólidos | Trasplantes de órganos sólidos |
| Año                            | Cantidad                       | % de negativa a donación       |
| ------------------------------ | ------------------------------ | ------------------------------ |
| 2000                           | 300                            | 32                             |
| 2001                           | 296                            | 35                             |
| 2002                           | 283                            | 35                             |
| 2003                           | 341                            | 30                             |
| 2004                           | 330                            | 34                             |
| 2005                           | 318                            | 39                             |
| 2006                           | 379                            | 39                             |
| 2007                           | 327                            | 41                             |
| 2008                           | 308                            | 33                             |
| 2009                           | 299                            | 33                             |
| 2010                           | 252                            | 37                             |
| 2011                           | 333                            | 50                             |
| 2012                           | 330                            | 48                             |
| 2013                           | 306                            | 50                             |
| 2014                           | 353                            | 52                             |
| 2015                           | 321                            | 53                             |
| 2016                           | 348                            | 51                             |

| Tipos de trasplantes (2016) | Tipos de trasplantes (2016) | Tipos de trasplantes (2016) |
| Órgano                      | Cantidad                    | Variación (respecto a 2015) |
| --------------------------- | --------------------------- | --------------------------- |
| Riñón                       | 222                         | 11                          |
| Hígado                      | 80                          | 12                          |
| Corazón                     | 23                          | 1                           |
| Pulmón                      | 19                          | 3                           |
| Páncreas                    | 4                           | 0                           |
| Córneas                     | 33                          |                             |
| Huesos y tendones           | 2                           |                             |
| Válvulas cardíacas          | 2                           |                             |